# Eatonigenia philippina
Eatonigenia philippina is een haft uit de familie Ephemeridae. De wetenschappelijke naam van de soort is voor het eerst geldig gepubliceerd in 1933 door Navás.
De soort komt voor in het Oriëntaals gebied.